# Ion-Andrei Gherasim
Ion-Andrei Gherasim (n. 26 martie 1970) este un deputat român în legislatura 1996-2000, ales în județul Brașov pe listele partidului PNȚCD.